# Akihiko Hoshide
Akihiko Hoshide (japanska: 星出彰彦 Hoshide Akihiko), född 28 december 1968 i Tokyo, är en japansk astronaut och ingenjör.
Hoshide utsågs till japansk kandidat som besättningsman på den internationella rymdstationen (ISS) av JAXA år 1999 och fullgjorde sin utbildning till astronaut två år senare. I juni 2008 reste han till ISS ombord på rymdfärjan Discovery, där han deltog i arbetet med att integrera instrumentmodulen Kibō i rymdstationen. I juli 2012 reste han till ISS med en Sojuz-raket. Han tillbringade omkring fyra månader på ISS och gjorde tre rymdpromenader.
År 2021 deltog han i Expedition 65/66 som besättningsman och befälhavare. Han utförde bland annat experiment i Kibō-modulen och gjorde en rymdpromenad under sin 198 dagar och 10 timmars långa vistelse.

## Eftermäle
Asteroiden 14926 Hoshide är uppkallad efter honom.

## Rymdfärder
- Discovery - STS-124
- Sojuz TMA-05M, Expedition 32, Expedition 33
- SpaceX Crew-2, Expedition 65, Expedition 66